# Samuel Oros
Samuel Oros, né le 15 avril 1998 à Trenčín, est un coureur cycliste slovaque.

## Biographie
Fin juillet 2019, il est sélectionné pour représenter son pays aux championnats d'Europe de cyclisme sur route. Il s'adjuge à cette occasion la huitième place  du relais mixte.

## Palmarès
- 2015
  -  Champion de Slovaquie du contre-la-montre juniors
- 2016
  - 2e du championnat de Slovaquie du contre-la-montre juniors
  - 3e du championnat de Slovaquie sur route juniors
- 2017
  -  Champion de Slovaquie du contre-la-montre par équipes
- 2018
  - Tour de Volcano
- 2019
  -  Champion de Slovaquie sur route espoirs
  - 2e du championnat de Slovaquie du contre-la-montre espoirs
- 2020
  -  Champion de Slovaquie du contre-la-montre espoirs

## Classements mondiaux
| Année           | 2017   | 2018   |
| --------------- | ------ | ------ |
| UCI Europe Tour | 1 908e | 2 026e |